# Beta-alanin
Beta-alanin, β-alanin, är en naturligt förekommande icke essentiell aminosyra och en byggkloss i karnosin. Beta-alanin är en variant av aminosyran alanin (alfa-alanin) där aminogruppen sitter på β-positionen relativt till karboxylgruppen, det vill säga två atomer ifrån karboxylgruppen istället för en atom ifrån som i alfa-alanin. Till skillnad från alfa-alanin har beta-alanin inget stereocentrum på grund av dess annorlunda molekylstruktur. IUPAC-namnet för beta-alanin är 3-aminopropansyra.

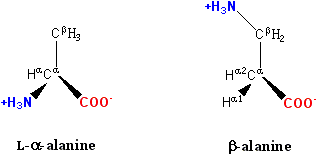
Jämförelse mellan L-alfa-alanin och beta-alanin.

## Kosttillskott
Supplementering av beta-alanin har visat en ökning av karnosinkoncentrationen i musklerna vilket minskar utmattning hos individer under aktivitet samt visat på en ökning av total muskelaktivitet. Beta-alanin visar störst potential som prestationshöjare under aktivitet inom intervallet 60-240 sekunder. Aktiviteter som varar under 60 sekunder har gett oklara resultat. Beta-alaninprekursorn är den begränsande faktorn för hur mycket karnosin som skapas i musklerna, därför är mängden beta-alanin begränsande för hur mycket karnosin som skapas, och inte L-histin vilken är en metabolit av karnosin (L-histin och beta-alanin bygger upp karnosinmolekylen).
En vanlig sidoeffekt av supplementering av beta-alanin är parestesi, vilket är en stickande känsla som ofta uppstår i ansikte och fingrar ungefär som när en kroppsdel har "somnat". Effekten är harmlös men kan upplevas som obehaglig. Effekten kan uppstå vid ett intag av cirka 10 mg beta-alanin/kg kroppsvikt, men den erforderliga mängden varierar mellan individer.
Beta-alanin är inte dopingklassat och har heller ingen effekt på tillväxthormoner eller stresshormoner i kroppen.
Den rekommenderade dagsdosen för beta-alanin är 2000 mg till 5000 mg. Eftersom ämnets effekt inte är beroende av tidpunkten för intagandet, så kan intagandet ske när som helst under dygnet. Det är dock populärt bland tränande att inta ämnet en stund före träningstillfället som en enskild dos, eller tillsammans med andra kosttillskott med prestationshöjande effekt. Om man vill undvika parestesi kan man dela upp intaget i mindre doser, till exempel 800 mg till 1000 mg som tas under dagen.